# Герб Рыльска
Герб Ры́льска — официальный символ города Рыльска Курской области России, пожалованный 21 июля 1893 года.

## Описание
Положение о гербе Рыльска даёт следующее описание герба:

— На русском дореформенном:
Въ золотомъ щитѣ черная отрѣзанная кабанья голова съ червлеными глазами и языкомъ и серебряными клыками. Щитъ увѣнчанъ серебряною башенною о трехъ зубцахъ короною. За щитомъ два накрестъ положенныя золотыя молотка, соединенныя Александрійскою лентою. Въ вольной части щита помѣщался гербъ Курской губерніи 
— На современном русском:
В золотом щите черная отрезанная кабанья голова с червлеными глазами и языком и серебряными клыками. Щит увенчан серебряною башенною о трех зубцах короною. За щитом два накрест положенные золотые молотка, соединенные Александровскою лентою. В вольной части щита помещался герб Курской губернии

## История
Герб был восстановлен в неизменном виде решением Рыльской городской Думы Курской области от 26 июля 2006 года.